# Cameroun aux Jeux olympiques d'été de 2008
Le Cameroun participe aux Jeux olympiques d'été de 2008 à Pékin. Il s'agit de sa 12e participation à des Jeux d'été.

## Liste des médaillés camerounais

### Médailles d'or
| Sport              | Discipline      | Sportifs               | Performance  |
| Médailles d'or : 1 |                 |                        |              |
| Athlétisme         | Triple-saut (F) | Françoise Mbango-Etone | 15,39 mètres |

### Médailles d'argent
| Sport                  | Discipline | Sportifs | Performance |
| Médailles d'argent : 0 |            |          |             |

### Médailles de bronze
| Sport                   | Discipline | Sportifs | Performance |
| Médailles de bronze : 0 |            |          |             |

## Athlètes camerounais

### Athlétisme
- Françoise Mbango-Etone

#### Hommes
| Épreuve     | Athlète                   | Séries   | Séries | Quarts de finale | Quarts de finale | Demi-finales | Demi-finales | Finale   | Finale |
| Épreuve     | Athlète                   | Résultat | Rang   | Résultat         | Rang             | Résultat     | Rang         | Résultat | Rang   |
| ----------- | ------------------------- | -------- | ------ | ---------------- | ---------------- | ------------ | ------------ | -------- | ------ |
| Triple saut | Lucien Hugo Mamba-Schlick | 16,01m   | 15e    | -                | -                | -            | -            | -        | -      |

#### Femmes
| Épreuve           | Athlète                | Séries   | Séries | Quarts de finale | Quarts de finale | Demi-finales | Demi-finales | Finale   | Finale        |
| Épreuve           | Athlète                | Résultat | Rang   | Résultat         | Rang             | Résultat     | Rang         | Résultat | Rang          |
| ----------------- | ---------------------- | -------- | ------ | ---------------- | ---------------- | ------------ | ------------ | -------- | ------------- |
| 100 mètres        | Myriam Léonie Mani     | 11.64    | 3e Q   | 11.65            | 6e               | -            | -            | -        | -             |
| 400 mètres haies  | Carole Kaboud Mebam    | 57.81    | 6e     | -                | -                | -            | -            | -        | -             |
| Triple saut       | Françoise Mbango Etone | 14,50m   | 3e Q   | NC               | NC               | NC           | NC           | 15,39m   | Médaille d'or |
| Lancer du marteau | Georgina Toth          | NM       | /      | -                | -                | -            | -            | -        | -             |

### Aviron
| Athlète(s)        | Compétition | Série         | Série | Quart de finale | Quart de finale | Demi-finale   | Demi-finale | Finale                 | Finale |
| Athlète(s)        | Compétition | Temps         | Rang  | Temps           | Rang            | Temps         | Rang        | Temps                  | Rang   |
| ----------------- | ----------- | ------------- | ----- | --------------- | --------------- | ------------- | ----------- | ---------------------- | ------ |
| Paul Etia Ndoumbe | Skiff       | 7 min 59 s 26 | 5e    | NC              | NC              | 7 min 29 s 68 | 2e          | Finale E 7 min 21 s 34 | 5e     |

### Boxe
- 48 kg : Thomas Essomba
- 64 kg : Smaila Mahaman
- 69 kg : Joseph Mulema

| Athlètes       | Catégorie                   | 1/16e de finale                            | 1/8e de finale             | Quart de finale     | Demi-finale         | Finale              | Rang    |
| Athlètes       | Catégorie                   | Adversaire Résultat                        | Adversaire Résultat        | Adversaire Résultat | Adversaire Résultat | Adversaire Résultat | Rang    |
| -------------- | --------------------------- | ------------------------------------------ | -------------------------- | ------------------- | ------------------- | ------------------- | ------- |
| Thomas Essomba | Poids mouches (-51 kg)      | Arménie Danielyan Défaite 3 - 9            | Eliminé                    | Eliminé             | Eliminé             | Eliminé             | Eliminé |
| Jahmal Harvey  | Poids super-légers (-64 kg) | Cuba Iglesias Défaite 1 - 15               | Eliminé                    | Eliminé             | Eliminé             | Eliminé             | Eliminé |
| Joseph Mulema  | Poids welters (-71 kg)      | Rép. centrafricain Bogongo Victoire 17 - 2 | Chine Silamu Défaite 9 - 4 | Eliminé             | Eliminé             | Eliminé             | Eliminé |

### Football
| #          | Nom                       | Club                     | Âge      | Joués    | But inscrit | Averti   | Carton jaune · Carton jaune · Carton rouge | Carton rouge |
| Gardiens   | Gardiens                  | Gardiens                 | Gardiens | Gardiens | Gardiens    | Gardiens | Gardiens                                   | Gardiens     |
| ---------- | ------------------------- | ------------------------ | -------- | -------- | ----------- | -------- | ------------------------------------------ | ------------ |
| 1          | Amour Patrick Tignyemb    | Tonnerre Yaoundé         | 23       | 0        | 0           | 0        | 0                                          | 0            |
| 16         | Joslain Mayebi            | Hakoah Amidar Ramat Gan  | 21       | 0        | 0           | 0        | 0                                          | 0            |
| Défenseurs |                           |                          |          |          |             |          |                                            |              |
| 3          | Antonio Ghomsy*           | FC Messine               | 24       | 0        | 0           | 0        | 0                                          | 0            |
| 4          | André Bikey               | Reading FC               | 23       | 0        | 0           | 0        | 0                                          | 0            |
| 5          | Alexandre Song            | Arsenal FC               | 20       | 0        | 0           | 0        | 0                                          | 0            |
| 12         | Paul Rolland Bebey Kingué | Astres FC                | 21       | 0        | 0           | 0        | 0                                          | 0            |
| 13         | Nicolas Nkoulou           | AS Monaco FC             | 18       | 0        | 0           | 0        | 0                                          | 0            |
| 18         | Alexis Enam               | Club africain            | 21       | 0        | 0           | 0        | 0                                          | 0            |
| Milieux    |                           |                          |          |          |             |          |                                            |              |
| 2          | Albert Baning             | Paris Saint-Germain      | 23       | 0        | 0           | 0        | 0                                          | 0            |
| 6          | Stéphane Mbia             | Stade rennais            | 22       | 0        | 0           | 0        | 0                                          | 0            |
| 8          | Georges Mandjeck          | VfB Stuttgart            | 19       | 0        | 0           | 0        | 0                                          | 0            |
| 9          | Franck Songo'o            | Portsmouth Football Club | 21       | 0        | 0           | 0        | 0                                          | 0            |
| 14         | Aurélien Chedjou          | Lille OSC                | 23       | 0        | 0           | 0        | 0                                          | 0            |
| 15         | Landry N'Guemo            | AS Nancy-Lorraine        | 22       | 0        | 0           | 0        | 0                                          | 0            |
| 17         | Alain Junior Ollé Ollé    | SC Fribourg              | 21       | 0        | 0           | 0        | 0                                          | 0            |
| Attaquants |                           |                          |          |          |             |          |                                            |              |
| 7          | Marc Mboua                | Cambuur Leeuwarden       | 21       | 0        | 0           | 0        | 0                                          | 0            |
| 10         | Christian Bekamenga       | FC Nantes                | 22       | 0        | 0           | 0        | 0                                          | 0            |
| 11         | Gustave Bebbe*            | Ankaragücü               | 26       | 0        | 0           | 0        | 0                                          | 0            |
| Entraîneur |                           |                          |          |          |             |          |                                            |              |
|            | Jules Frédéric Nyongha    |                          | 62       |          |             |          |                                            |              |

| Joueurs                               | Épreuve          | Premier tour             | Premier tour          | Premier tour       | Premier tour | Quart de finale    | Demi-finale      | Finale / MB      | Rang    |
| Joueurs                               | Épreuve          | Adversaire Score         | Adversaire Score      | Adversaire Score   | Rang         | Adversaire Score   | Adversaire Score | Adversaire Score | Rang    |
| ------------------------------------- | ---------------- | ------------------------ | --------------------- | ------------------ | ------------ | ------------------ | ---------------- | ---------------- | ------- |
| Equipe du Cameroun football Olympique | Tournoi masculin | Corée du Sud Egalité 1-1 | Honduras Victoire 1-0 | Italie Egalité 0-0 | 2e           | Brésil Défaite 2-0 | Eliminé          | Eliminé          | Eliminé |

### Judo
- Moins de 100 kg : Frank Moussima

| Athlète         | Compétition    | 1er tour                | 2e tour                 | Quart de finale     | Demi-finale         | Repêchage           | Finale / CB         | Rang    |
| Athlète         | Compétition    | Adversaire Résultat     | Adversaire Résultat     | Adversaire Résultat | Adversaire Résultat | Adversaire Résultat | Adversaire Résultat | Rang    |
| --------------- | -------------- | ----------------------- | ----------------------- | ------------------- | ------------------- | ------------------- | ------------------- | ------- |
| Franck Moussima | Moins de 100kg | Mexique Victoire 100-01 | Hongrie Défaite 10-1002 | Eliminé             | Eliminé             | Eliminé             | Eliminé             | Eliminé |

### Natation
Deux camerounais sont engagés sur les épreuves de natation, ils sont tous les deux éliminés en série du 50 m nage libre. A 12 ans et 10 mois, Antoinette Guedia est la plus jeune sportive des Jeux de Pékin.
| Athlete            | Épreuve                | Série   | Série | Demi-finale | Demi-finale | Finale  | Finale  |
| Athlete            | Épreuve                | Temps   | Rang  | Temps       | Rang        | Temps   | Rang    |
| ------------------ | ---------------------- | ------- | ----- | ----------- | ----------- | ------- | ------- |
| Alain Brigion Tobe | 50 m nage libre hommes | 24 s 53 | 61    | Eliminé     | Eliminé     | Eliminé | Eliminé |
| Antoinette Guedia  | 50 m nage libre femmes | 33 s 59 | 83    | Eliminé     | Eliminé     | Eliminé | Eliminé |